# Soczewka Barlowa

Bieg promieni wychodzących z obiektywu achromatycznego A po przejściu przez soczewkę Barlowa B (zielone linie) jak i bez niej (czerwone linie).

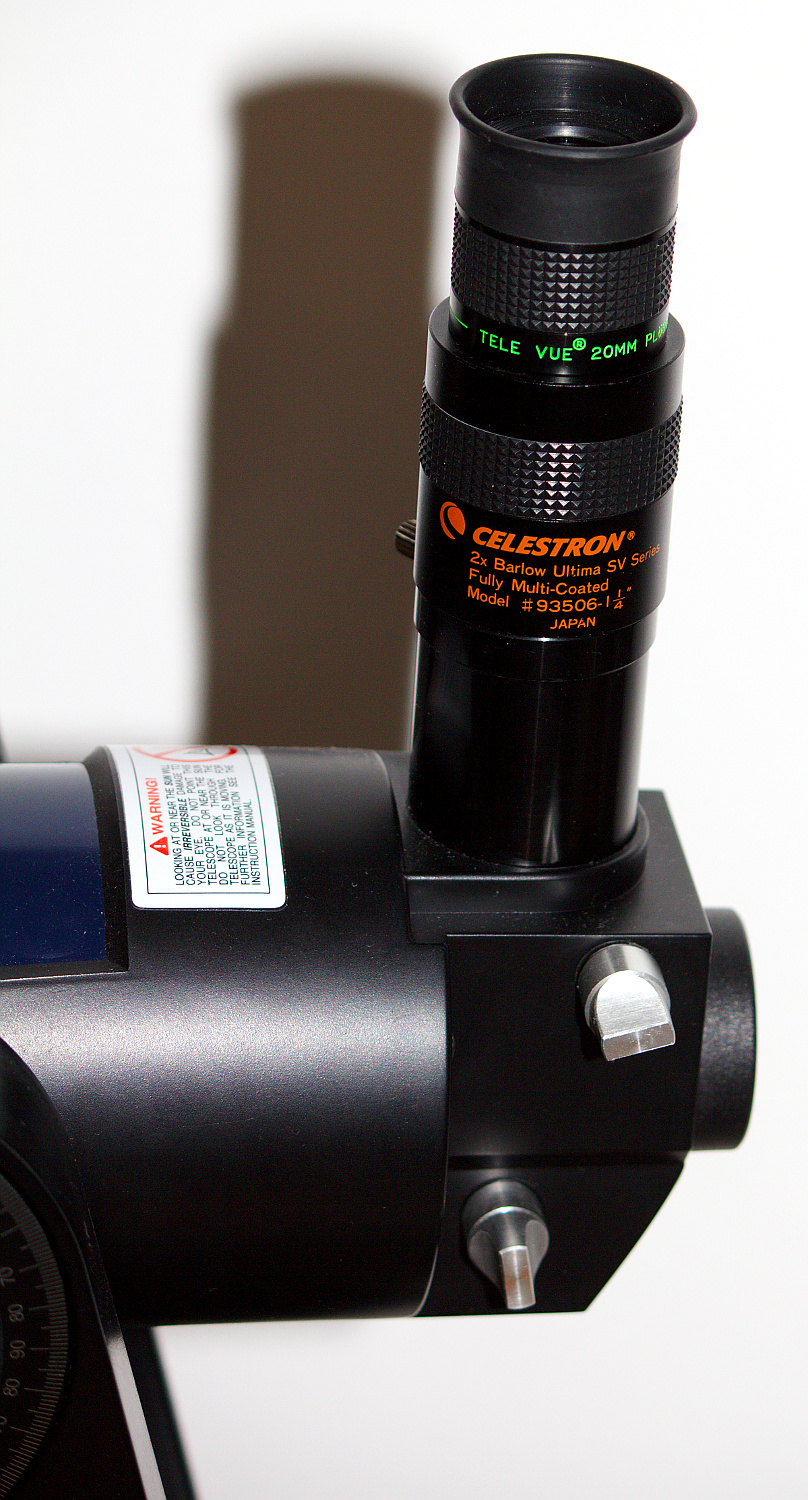
Soczewka Barlowa wraz z okularem, umieszczone w wyciągu okularowym teleskopu.

Soczewka Barlowa – soczewka achromatyczna bądź apochromatyczna, rozpraszająca, umieszczana przed okularem teleskopu. Zwiększa efektywną ogniskową, a tym samym powiększenie teleskopu. Najczęściej spotykane na rynku są soczewki o krotności 2×, 3× i 5×.
W fotografii odpowiednikiem soczewki Barlowa jest telekonwerter.

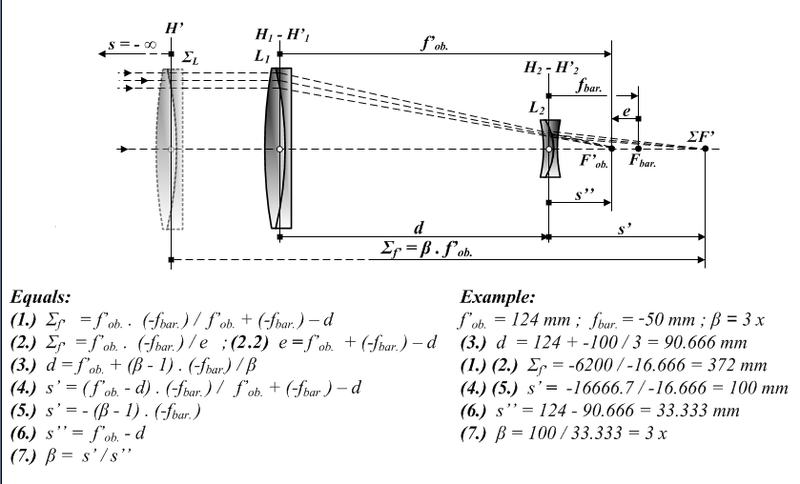
Schemat działania soczewki Barlowa